# Bacalhau com todos
Bacalhau com todos es una preparación de bacalao típica de la cocina portuguesa. Significa literalmente bacalao con todos sus ingredientes. Se trata de una mezcla de verduras (tal y como patata, zanahorias, garbanzos, cebolla col portuguesa) acompañado generalmente de huevo duro.  Se suele servir napado con una vinagreta elaborada con aceite de oliva virgen, ajo, vinagre de vino blanco y sal marina